# Vicente Sesso
Vicente Sesso (São Paulo, 20 de agosto de 1933) é um autor de telenovelas brasileiro.
Começou na TV Tupi em sua primeira fase, na década de 1950, convidado por Cassiano Gabus Mendes, depois de ter ido estudar televisão em Londres.
Foi por causa da novela Minha Doce Namorada, de Sesso, que a atriz Regina Duarte passou a ser chamada, durante a década de 1970, de "Namoradinha do Brasil". 
Foi no seriado de sua autoria As Aventuras de Eduardinho que lançou seu filho adotivo, Marcos Paulo, ainda criança, como ator. Nele também começou a carreira do então ainda menino Dennis Carvalho.

## Carreira

### Como autor

#### Telenovelas e séries
| Ano  | Trabalho                     | Emissora                 | Escalação                            | Parceiros Titulares          |
| ---- | ---------------------------- | ------------------------ | ------------------------------------ | ---------------------------- |
| 1958 | As Aventuras de Marco Polo   | TV Tupi                  | Autor principal                      |                              |
| 1959 | O Guarani                    | TV Paulista              | Autor principal                      |                              |
| 1959 | O Jardim Encantado           | TV Tupi                  | Autor principal                      |                              |
| 1966 | As Aventuras de Eduardinho   | TV Excelsior TV Paulista | Autor principal                      |                              |
| 1969 | Sangue do Meu Sangue         | TV Excelsior             | Autor principal                      |                              |
| 1970 | Pigmalião 70                 | TV Globo                 | Autor principal                      |                              |
| 1971 | Minha Doce Namorada          | TV Globo                 | Autor principal                      |                              |
| 1972 | Uma Rosa com Amor            | TV Globo                 | Autor principal                      |                              |
| 1973 | As Divinas... e Maravilhosas | TV Tupi                  | Autor principal                      |                              |
| 1979 | Cara a Cara                  | TV Bandeirantes          | Autor principal                      |                              |
| 1992 | Tereza Batista               | TV Globo                 | Autor principal                      |                              |
| 1995 | Sangue do Meu Sangue         | SBT                      | Autor principal (Adaptação e remake) | Paulo Figueiredo Rita Buzzar |
| 2010 | Uma Rosa com Amor            | SBT                      | Autor da história original           | Tiago Santiago               |

#### Adaptações e roteiros em outros países
| Ano  | Trabalho                     | País             | Emissora                        | Escalação                            | Notas                                                    | Parceiros Titulares               |
| ---- | ---------------------------- | ---------------- | ------------------------------- | ------------------------------------ | -------------------------------------------------------- | --------------------------------- |
| 1972 | Mi dulce enamorada           | Argentina · Peru | Canal 9 Panamericana Televisión | Autor da história original           | Remake de Minha Doce Namorada                            | Abel Santa Cruz                   |
| 1981 | Dios se lo pague             | Argentina        | ATC                             | Autor principal (Adaptação)          | Baseada na peça teatral Deus lhe Pague de Joracy Camargo |                                   |
| 1982 | Verónica: el rostro del amor | Argentina        | Canal 11                        | Autor principal (Adaptação e remake) | Remake de Minha Doce Namorada                            |                                   |
| 1983 | Cara a cara                  | Argentina        | Canal 11                        | Autor principal (Adaptação e remake) | Remake de Cara a Cara                                    |                                   |
| 1992 | La pantera                   | Colômbia         | Caracol Televisión              | Autor principal                      |                                                          |                                   |
| 1994 | Almas de Piedra              | Colômbia         | Caracol Televisión              | Autor principal (Adaptação)          | Remake de Almas de Pedra de Ivani Ribeiro                |                                   |
| 2004 | Luna, la heredera            | Colômbia         | Caracol Televisión              | Autor da história original           | Remake de La pantera                                     | Luis Felipe Salamanca Dago García |